# Cundinamarca parallela
Cundinamarca parallela är en fjärilsart som beskrevs av Frederick H. Rindge 1983. Cundinamarca parallela ingår i släktet Cundinamarca och familjen mätare. Inga underarter finns listade i Catalogue of Life.